# Rörträsket (Stensele socken, Lappland)
Rörträsket är en sjö i Storumans kommun i Lappland och ingår i Umeälvens huvudavrinningsområde. Sjön har en area på 0,372 kvadratkilometer och ligger 518 meter över havet. Sjön avvattnas av vattendraget Krokbäcken.

## Delavrinningsområde
Rörträsket ingår i det delavrinningsområde (726102-153626) som SMHI kallar för Mynnar i Kroksjön. Medelhöjden är 524 meter över havet och ytan är 9,76 kvadratkilometer. Räknas de 10 avrinningsområdena uppströms in blir den ackumulerade arean 49,32 kvadratkilometer. Krokbäcken som avvattnar avrinningsområdet har biflödesordning 3, vilket innebär att vattnet flödar genom totalt 3 vattendrag innan det når havet efter 314 kilometer. Avrinningsområdet består mestadels av skog (68 procent) och sankmarker (18 procent). Avrinningsområdet har 1,27 kvadratkilometer vattenytor vilket ger det en sjöprocent på 13 procent.